# 熊本県道223号島木上寺線
熊本県道223号島木上寺線（くまもとけんどう223ごう しまきじょうてらせん）は、熊本県上益城郡山都町を通る一般県道である。

## 概要

### 路線データ
- 起点：熊本県上益城郡山都町島木（熊本県道152号稲生野甲佐線交点）
- 終点：熊本県上益城郡山都町上寺（国道445号（熊本県道104号熊本浜線重複区間）交点）

## 地理

### 通過する自治体
- 上益城郡山都町

### 交差する道路
| 交差する道路                         | 交差する場所 | 交差する場所 |
| ------------------------------------ | ------------ | ------------ |
| 熊本県道152号稲生野甲佐線            | 島木         | 起点         |
| 国道445号 熊本県道104号熊本浜線 重複 | 上寺         | 終点         |

### 沿線
- 御船川（緑川支流）